# 統合視覚増強システム

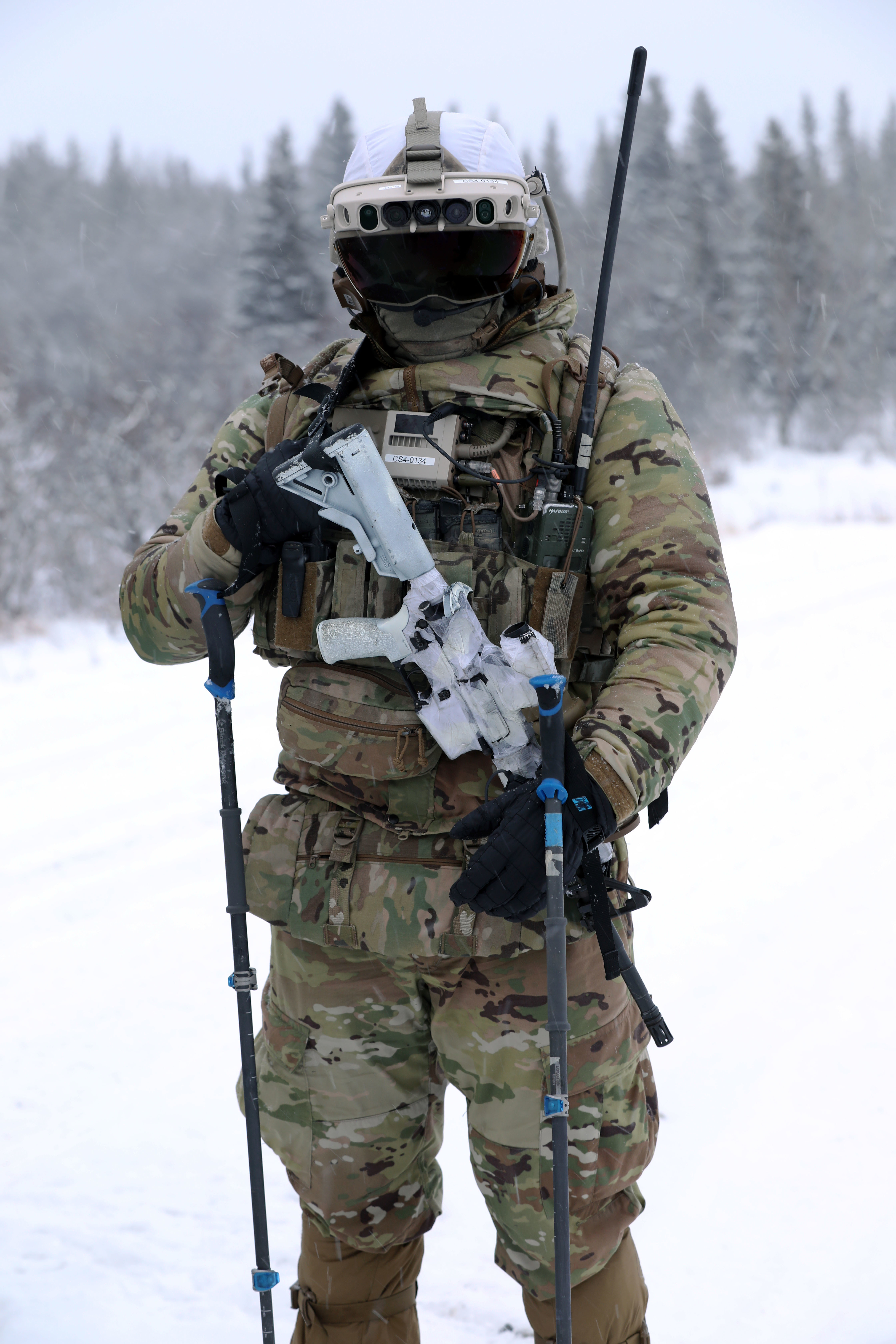
アラスカ州フォート・グリーリーでテスト中のIVAS Capability Set 4

統合視覚増強システム（とうごうしかくぞうきょうシステム、英語: Integrated Visual Augmentation System、IVAS）は、歩兵への混合現実ヘッドセットの提供を目指すアメリカ陸軍の計画である。兵士にデジタル広角マルチスペクトル画像等の各種機能を提供するものであり、暗視装置、サーマルサイト、昼光センシング、輪郭強調、3Dの地図と経路のオーバーレイ、照準器画像のピクチャインピクチャ表示、現実の視野に仮想敵を重ねて投影しトレーニングを可能にするSquad Immersive Virtual Trainer等の機能を有する。

## 歴史
IVASのコンセプトは、2000年代初頭のNomad Augmented Vision System（NAVS）に由来する。NAVSは従来ストライカー旅団に配備されていたが、単眼・白黒画像であり、後のIVASと比較すると、センサー、処理能力およびデータリンク等の多くの機能が不足していた。

### 2020年
2020年10月の時点で、IVASシステムが試験されるのは3回目であった。以前の試験では、悪天候に耐えられない市販のMicrosoft HoloLens 2ヘッドセットが使用された。2020年10月下旬、フォート・ピケットにおいて、高耐久性バージョンが海兵隊員と第82空挺師団の隊員によってテストされた。このテストは、兵士からのフィードバックを得て、最終的に戦場で使用できるようにシステムを改良することを目的としていた。
2020年12月、アメリカ合衆国議会は陸軍のIVASに対する11億ドルの要求のうち2億3,000万ドルを削減することを決定した。

### 2021年
当初は、2年近くの開発期間を経て、IVAS Capability Set 4 システムは最終的には2021年に配備される予定で、40,000セット以上の支給が計画されていた。
2021年3月26日、Microsoftは、アメリカ陸軍からIVASヘッドセットの製造と供給に関する「固定価格生産契約」を獲得した。Microsoftは、陸軍の近接戦闘部隊の少なくとも120,000名の兵員向けにヘッドセットを製造する。この契約の金額は、最大で210億ドルにも及ぶ。
2021年3月、アメリカ陸軍は、IVASがM2ブラッドレー歩兵戦闘車やストライカー装甲車などが配備された機械化歩兵部隊でテストされていると発表した。2021年6月までに、陸軍はIVASテストを拡大して、ヘリコプターとドローンの搭乗員でもテストすることを発表した。F-35戦闘機のヘルメットが完全に機体に依存しており、パイロットごとにカスタムビルドする必要があるのに対し、IVASはどのようなヘルメットにも取り付けることができ、1ユニットあたり29,205ドルしかからないと見積もられており、また、乗組員が航空機から降りても独立して動作することもできる。
2021年9月には、IVASの「敵対的電子戦・サイバーセキュリティテスト」が実施された。
2021年10月中旬、IVASの「実地テストと配備」は2022年に延期された。PEO Soldier（新装備の開発・調達機関）の広報担当であるDavid Pattersonは、「陸軍はこの革命的かつ世界初の技術を2022年度にも引き続きテストする意向」と述べた。